# Wilhelm Busac
Wilhelm Busac (Guillaume Busac, * um 1020; † um 1076) war Normanne, vielleicht Graf von Eu, bevor er abgesetzt wurde, dann Graf von Soissons aus dem Recht seiner Frau (de iure uxoris).

## Leben
Wilhelm Busac ist der Sohn von Wilhelm (Guillaume) I., Graf von Eu, und Lesceline. Sein Vater ist ein unehelicher Sohn des Herzogs Richard I. von Normandie. Es war der Chronist Robert von Torigni, der ihm den Beinamen „Busac“ verlieh.
Es gibt eine Kontroverse unter den Historikern um die Frage, ob er der älteste oder ein nachgeborener Sohn des Grafen von Eu war, und ob er die Grafschaft eine Zeit lang besessen hat oder nicht. Für David C. Douglas (1946) ist Robert der älteste Sohn und Erbe der Grafschaft und Wilhelm Busac in keinem Moment Herr der Grafschaft.
Andere Historiker, wie David Crouch, François Neveux und Pierre Bauduin war Wilhelm Busac Erbe seines Vaters und Graf von Eu, als er sich gegen Herzog Richard II. erhob, und wurde als Graf abgesetzt und ins Exil geschickt. Neveux datiert den Vorgang auf die Zeit um 1050.
Für Douglas ist die Interpolation des Ordericus Vitalis in seinen Gesta Normannorum ducum, auf der der Grafentitel fußt, falsch, der Chronist habe vielleicht Wilhelm mit einem anderen Rebellen verwechselt, nämlich mit Wilhelm von Talou (Guillaume d’Arques). Laut Bauduin geht die Grafschaft Eu an seinen Bruder Robert über.
Wilhelm Busac verließ die Normandie und ging zu Heinrich I. von Frankreich, der ihn mit Adelaide, der Erbin der Grafschaft Soissons verheiratete, Tochter von Renaud, Grand Maître d’hôtel du roi. Wilhelm Busac wurde dadurch Graf von Soissons aus dem Recht seiner Frau und gründete eine Linie, die 1141 mit der Abtretung der Grafschaft durch den Grafen Renaud III. an Ives II. de Nesle endete.

## Familie
Wilhelm Busac und Adelaide von Soissons hatten mindestens fünf Kinder:
- Renaud II., Graf von Soissons 1082/84
- Jean, † kurz nach 1115, Graf von Soissons 1106; ⚭ Avéline de Pierrefonds, † nach 1115, Tochter des Nivellon II. und Hadwide
- Manassès, † 1. März 1108, vielleicht auch 1109, 1095 Bischof von Cambrai, 1103 Bischof von Soissons
- Tochter (wohl Ramentrudis); ⚭ Ives I. de Nesle (Haus Nesle)
- Tochter